# جو بيتس
جو بيتس هو سياسي أمريكي، ولد في 15 أغسطس 1958 في كلاركسفيل في الولايات المتحدة. نشط حزبياً في الحزب الديمقراطي. وقد انتخب عضو مجلس نواب تينيسي ‏.